# Серк, Юлий Петрович
Ю́лий Петро́вич Серк (нем. Julius Christian Serck (22 октября (4 ноября) 1849, Санкт-Петербург, Российская империя — 20 апреля 1919, Петроград, РСФСР) — потомственный дворянин в первом поколении, действительный статский советник, доктор медицины, участник Русско-турецкой войны 1877—1878 гг., третий главный врач детской больницы принца Петра Ольденбургского, один из основоположников Санкт-Петербургской и Российской школы врачей-педиатров. Происходит из Евангелическо-лютеранской семьи.

## Биография
Родился вторым в многодетной семье выходца из Норвегии, купца 2-й гильдии, корабельного маклера, потомственного почётного гражданина Петра Яковлевича Серка (Peter Jakob Serck) (07.09.1820, Берген — 26.04.1909, Санкт-Петербург) и его жены, датчанки Шарлотты Доротеи ур. Вестфален (Charlotte Dorothea Westphalen) (05.05.1825, Шлезвиг-Гольштейн — 22.07.1915, Санкт-Петербург).
В 1859 году Юлий Серк поступил в частную школу Карла Мая, но позже перешёл в соседнюю гимназию Г. А. Видемана, которую успешно окончил в 1867 году. В совершенстве владея несколькими европейскими языками, Ю. П. Серк в том же году продолжил образование на медицинском факультете Императорского Дерптского университета, где обучение велось на немецком языке. Отличительной особенностью университета было то, что кроме штатных преподавателей, лекции здесь часто читали приглашённые профессора из различных городов Германии. Это способствовало чрезвычайно высокому уровню подготовки будущих врачей.
С окончанием в 1872 году университета, Ю. П. Серк был зачислен для дальнейшего «научного совершенствования» на кафедру фармакологии, диететики и истории медицины. Здесь, под руководством профессора Рудольфа Бёма (Rudolf Albert Martin Böhm) он провёл исследование и в 1874 году успешно защитил диссертацию на тему «Beitrag zur Kenntniss des Delphinins in chemischer und physiologischer Beziehung» («К вопросу о токсическом воздействии дельфинина в химико-физиологическом аспекте»). После этого, он стажировался в ведущих европейских клиниках Эдинбурга, Парижа, Гейдельберга и Вены.
Вернувшись в 1876 году в Россию, Ю. П. Серк отправился в Петербург, где сразу был принят ассистентом в детскую больницу принца Петра Ольденбургского. Вступившая в строй только в 1869 году, эта больница успела завоевать статус ведущего детского стационара, причем не только в столице России, но и за пределами империи. Руководил больницей выдающийся детский врач Карл Андреевич Раухфус, с которым у Юлия Петровича буквально со дня их знакомства сложились самые теплые отношения. Под влиянием К. А. Раухфуса шло формирование Ю. П. Серка, теперь уже как педиатра.
Сотрудничество с К. А. Раухфусом на несколько лет было прервано. В апреле 1877 года началась Русско-турецкая война . Вскоре усилиями лютеранских общин города при Евангелическом женском госпитале, располагавшемся рядом с больницей принца Петра Ольденбургского на Лиговской улице в доме 4, был сформирован Евангелический полевой госпиталь для оказания помощи раненым. Он был укомплектован персоналом лютеранского вероисповедания, и Ю. П. Серк оказался одним из приглашённых туда ординаторов. Уже в июне 1877 года госпиталь в составе армии генерала М. Д. Скобелева принял боевое крещение, оказывая медицинскую помощь в кровопролитных боях возле Систолова (Болгария). До последнего дня госпиталь находился в гуще основных событий этой войны. Через руки его врачей, среди которых Ю. П. Серк занимал одно из ведущих мест, прошли тысячи раненых русских солдат и офицеров.
Война закончилась в январе 1878 года. Вернувшись в Петербург, Ю. П. Серк ввиду отсутствия вакансий в больнице принца Петра Ольденбургского, временно устроился ассистентом в Обуховскую больницу. Через 5 лет К. А. Раухфус вновь пригласил Юлия Петровича в свою больницу, теперь уже на должность одного из своих заместителей. С этого момента, возглавив отделение для приходящих больных, Ю. П. Серк стал одним из тех, кто определял политику учреждения. В те же годы Юлий Петрович стал членом благотворительного Императорского патриотического общества, находившегося в составе Ведомства учреждений императрицы Марии. В рамках этого общества он много лет руководил школой Ласунского для детей неимущих. Как врач, он видел свою главную задачу в воспитании, прежде всего, здорового поколения.
В 1908 году в детской больнице принца Петра Ольденбургского произошли большие изменения. К. А. Раухфус, который руководил ею со дня открытия без малого 30 лет, оставил своё детище, передав его в руки ближайшего ученика, профессора А. А. Руссова. Ю. П. Серк занял освободившуюся должность старшего врача больницы (совр. : начмед). Замечательный клиницист, ученый и педагог, А. А. Руссов руководил лучшей больницей в городе всего 3 года. Он скоропостижно скончался в 1911 году, и его место по праву занял Ю. П. Серк.
На годы, когда больницей руководил Юлий Петрович, выпали тяжкие испытания. Сначала Первая мировая война, затем революция, Гражданская война, разруха, голод, эпидемии. Все это коллектив, руководимый Ю. П. Серком, перенес достойно, ни на минуту не прекращая своей работы. Несмотря на трудности медицинская помощь детям всегда оказывалась в полном объёме и на высоком профессиональном уровне. Заслуга в этом принадлежала Ю. П. Серку и его ближайшему помощнику Николаю Ивановичу Лунину.
Юлий Петрович Серк скончался в Пасхальное воскресенье 20 апреля 1919 года от воспаления лёгких, не дожив всего нескольких месяцев до своего 70-летия. Он был похоронен на Смоленском лютеранском кладбище в Петрограде. Лишь недавно, в Пасхальные дни 96-й годовщины со дня смерти, удалось обнаружить его могилу. Она сохранилась, хотя и пребывает в забвении. Очевидно, что только близкие и навещают её.

## Семья
- Жена: Евгения Алида Антония Ланге (Eugenie Alida Antonie Lange) (30.11.1861, Санкт-Петербург — 7.06.1933, Нарва) — дочь академика архитектуры Августа Ивановича Ланге (August Lange)[8] и его жены Эмилии ур. Китнер (Emilie Küttner) — дочери архитектора Иеронима Севастьяновича Китнера;
- Дочь: Хелена Шарлотта фон Баг (Helene Charlotte) (рожд. 14.06.1885, Санкт-Петербург) — жена адвоката, кандидата юриспруденции Густава фон Бага (Gustav v. Bagh);
- Сын: Александр Юльевич Серк (рожд.: 4.04.1887, Санкт-Петербург) — врач-хирург, участник Первой мировой войны. В 20-е годы практиковал в Петрограде[9];
- Сын: Борис Юльевич Серк (21.06.1889, Санкт-Петербург — 14.08.1914, Генрихсдорф, Пруссия) — прапорщик, участник Первой мировой войны в составе Петровского 88-го пехотного полка. Погиб в первые дни войны в районе Heinrichsdorf (Западная Пруссия);
- Сын: Юлий Юльевич (19.10.1890, Санкт-Петербург — 26.01.1920, Ревель) — прапорщик, участник Первой мировой войны в составе Выборгского 85-го пехотного полка (в октябре 1914 г. был ранен в боях под Варшавой). Участник Гражданской войны в составе Северного фронта Красной армии. Умер от тифа в плену у белых;
- Сын: Павел Юльевич Серк (20.03.1892, Санкт-Петербург — 14.09.1914, Августов, Польша) — унтер-офицер, участник Первой мировой войны в составе Финляндского 6-го стрелкового полка. Умер от ран;
- Дочь: Маргарита Юльевна Серк (рожд. 8.09.1893, Санкт-Петербург). После революции проживала в Ленинграде на ул. Желябова, д. 14;
- Сын: Арист Юльевич Серк (рожд. 4.08.1895, Санкт-Петербург (Териоки)) — штабс-капитан, участник Первой мировой войны. Геолог. Дважды репрессирован: в 1930 году по ст. 58-7-11 УК РСФСР на 10 лет концлагеря и 19.10.1938 года приговорен к расстрелу с заменой приговора 29.09.1939 года по ст. 58-6-10 на 5 лет ИТЛ[10];
- Сын: Николай Юльевич Серк (12.06.1898, Санкт-Петербург — 1938.04.08, Хабаровск) — участник Первой мировой и Гражданской (в составе Красной армии) войн. В 20-е годы в Ленинграде сотрудник музея «Антропологии и этнографии». Позже проживал в Хабаровске, где у него родился сын. Репрессирован в 1937 году. Расстрелян по приговору Военной коллегии Верховного суда СССР 8.04.1938 года (ст. 58-1а-7-8-11 УК РСФСР)[11];
- Племянник: Лео Акселевич Серк (17.10.1882, Варварополье, Екатеринославская губерния — 6.07.1954, Москва) — Член-корреспондент Академии архитектуры СССР (1941), доктор технических наук, профессор.

## Вклад в педиатрическую науку и практику
Юлий Петрович Серк не оставил значительных научных трудов. До нас дошли только 3 его печатные работы, хотя известно, что их было больше:
- Serck Julius. Beitrag zur Kenntniss des Delphinins in chemischer und physiologischer Beziehung / Inaugural-Dissertation zur Erlangung des Grades eines Doctors der Medicin / verfasst und mit Genehmigung Einer Hochverordneten Medicinischen Facultät der Kaiserlichen Universität zu Dorpat zur öffentlichen Vertheidigung bestimmt von Julius Serck. — Dorpat: C. Mattiesen, 1874. — 85 с.
- Boehm R., Serck Julius. Beiträge zur Kenntniss der Alkaloide der Stephanskörner (Delphinium staphysagria) / In: Archiv für experimentelle Pathologie und Pharmakologie. — Dorpat: Peer Reviewed, 1876, Vol.5(4). — 311-328 с.
- Серк Ю. П. К. А. Раухфус и детская больница принца Петра Ольденбургского /  В кн.: Памяти Карла Андреевича Раухфуса.. — СПб.: РВр, № 2, 1916. — 26-28 с.

Главная заслуга Ю. П. Серка заключается в том, что являясь учеником и единомышленником своих предшественников на посту главного врача детской больницы принца Петра Ольденбургско К. А. Раухфуса и А. А. Руссова, он создал уникальный творческий коллектив врачей-педиатров и сохранил его на переломном этапе истории государства. Тем самым Юлий Петрович обеспечил преемственность российской и советской педиатрических школ.

## Адреса в Петербурге
На протяжении многих лет Ю. П. Серк с семьей проживал по адресу: Невский пр., д. 79. Лишь после назначения главным врачом детской больницы принца Петра Ольденбургского, он перебрался в служебную квартиру в здании больницы — Лиговская ул., д. 8.
В том же доме на Невском пр. жил и содержал собственную аптеку брат профессора А. А. Руссова — Николай Андреевич.

## Интересные факты
- Юлий Петрович Серк был глубоко верующим человеком. На протяжении всей жизни он оставался прихожанином Лютеранской кирхи Святой Анны. Церковь использовала его талант. Много лет в виде благотворительности Ю. П. Серк исполнял обязанности врача училища Святой Анны при церкви, «богадельни» Германского благотворительного общества[12] для 80 детей и «богадельни» Фридриха Гартоха, где содержалось 12 тяжело больных женщин. Если училище находилось сравнительно недалеко — рядом с кирхой на Кирочной улице, а «богадельня» для детей на Тверской, то в «богадельню» для женщин несколько раз в неделю приходилось ездить на окраину города, в район Политехнического института.
- В семейной памяти потомков Ю. П. Серка живо представление, что если бы не потеря им в 1882 году зрения на один глаз, из-за осложнения, полученного после перенесенной дифтерии, мы бы знали Юлия Петровича не как детского врача, но прежде всего, как хирурга. Возможно это и так, и Обуховская больница, где он тогда работал, действительно потеряла в лице Ю. П. Серка выдающегося оператора, но то, что педиатрия приобрела одного из лучших своих представителей, сомнения не возникает.
- Ю. П. Серк был немцем (хотя и норвежского происхождения) и как все иноверцы, не мог не видеть, существовавших в обществе настороженности и определенного недоверия к представителям своей веры. Особенно ярко это стало звучать с началом Первой мировой войны. В те дни на волне германофобских настроений даже его родной Санкт-Петербург был переименован в Петроград.

Вот что в сентябре 1914 года писал он своему другу, епископу немецкой лютеранской общины Конраду Фрейфельдту, в письме, опубликованном последним в «Петроградской газете»:

«Осознание того, что наши сыновья охотно и с радостью пошли в бой в твёрдом исполнении обязанностей принять смерть за Отечество и тем самым доказали, что немецкое образование и немецкое воспитание не уменьшили их российско-патриотический дух, смягчает нашу боль и позволяет надеяться, что эти жертвы были не совсем напрасны.
Мой сын Борис написал в своём последнем письме от 11-го августа, после того, как он пересёк прусскую границу и увидел безутешные разрушения всей местности: „Будем надеяться, что война подходит к концу, хотя я искренне хочу поучаствовать в бою“. Это желание было исполнено очень скоро, но, вероятно, по-другому, чем он хотел. Три дня спустя, 14-го числа в 6 часов утра вражеская пуля попала ему в область желудка. Он упал и закричал: „Ребята, я ранен“, после чего вторая пуля в голову заставила его замолчать навсегда.
Месяц спустя, 14-го сентября, от наc навеки был забран наш сын Павел…. Он пишет в письме от 4-го сентября: „В первом бою у нас было всего 3-4 человека убитыми и 70 раненых. Вообще-то я представлял себе такой бой совсем по-другому. Я рад, что я привык к свисту пуль и не чувствую страха“. Он писал это в день получения известия о смерти своего брата….
По мере продвижения к прусской границе он должен был 14-го числа во второй половине дня разыскать в лесной зоне под Августовом ХХ-полк и доставить важное сообщение. 15-го числа около 7-ми часов утра отряд этого полка при своём продвижении вперёд обнаружил на лесной тропинке его тело с обычной повязкой на голове. Его похоронили в присутствии полкового священника прямо на этом же месте….
Осознание того, что наши сыновья храбро и верно скрепили своею смертью свой долг за царя и Отечество, а также любовь и дружба, которой они наслаждались со стороны всех, кто их знал, и то сердечное свидетельство о сострадании, полученное нами со всех сторон, помогают нам смягчить нашу боль и не потерять надежды на то, что двум другим нашим сыновьям, всё ещё стоящим перед лицом врага, будет уготована более благоприятная судьба, и они смогут вернуться домой в целости и сохранности».— «Петроградская газета», сентябрь 1914 г.
Счастье, что о трагичных судьбах других своих сыновей Юлий Петрович уже не узнал.
- Ю. П. Серк был любим всеми сословиями общества. Это особенно зримо проявилось в день его похорон. Гроб на руках несли сотрудники больницы принца Петра Ольденбургского. Огромная процессия от Лиговки до Смоленского кладбища в течение 3 часов двигалась за ним по Невскому проспекту и Васильевскому острову. После большевистского переворота так в Петрограде хоронили только партийных функционеров.

## Награды
- Орден Святой Анны 2-й степени
- Орден Святого Владимира 4-й степени
- Орден Святого Станислава 1-й степени
- Золотой портсигар, украшенный Государственным гербом и усыпанный бриллиантами из кабинета императрицы Александры Фёдоровны по случаю 25-летия безупречной службы.